# Erenice Guerra
Erenice Alves Guerra  (Brasilia, 15 februari 1959) is een Braziliaanse advocate en politica voor de Arbeiderspartij (PT). Van 2005 tot 2010 was ze de persoonlijke secretaris van president Lula da Silva en in 2011 werd ze gepromoveerd tot de 40e stafchef van Brazilië de belangrijkste positie binnen de Braziliaanse regering. Ze werd vooral bekend door verschillende aanklachten voor corruptie en nepotisme, waardoor ze ook na amper enkele maanden alweer ontslag moest nemen.
Eerder was ze stafchef van het Secretariaat voor Publieke Veiligheid van het Federaal District. Ze was ook een tijdje hoofd van de juridische afdeling van het Braziliaanse bedrijf voor openbaar vervoer. Ze werd nog juridisch adviseur en bestuurslid bij een heleboel bedrijven, zoals Petronas, en consultant voor UNESCO.